# 江界市
江界市（カンゲし）は、朝鮮民主主義人民共和国の慈江道の道都。人口約22万人（1993年）。

## 地理
将子江の中流に位置する都市である。東に長江郡、西に時中郡・渭原郡、南に城干郡と隣接する。北朝鮮随一の軍需工業都市であり、冷戦末期に最も重要なミサイル製造工場として知られた26号工場や351号工場も江界市に立地している。江界強制収容所も、この都市に存在する。

## 行政区画
34洞・2里を管轄する。
| - 江西洞（カンソドン） - 古営一洞（コヨンイルトン） - 古営二洞（コヨンイドン） - 公貴洞（コングィドン） - 公仁洞（コンインドン） - 南門洞（ナンムンドン） - 南山洞（ナムサンドン） - 南川洞（ナムチョンドン） - 内龍洞（ネリョンドン） - 大応洞（テウンドン） - 独山洞（トクサンドン） - 東門洞（トンムンドン） - 東部洞（トンブドン） - 労働者洞（ロドンジャドン） - 柳洞（リュドン） - 万寿洞（マンスドン） - 府倉洞（プチャンドン） - 北門洞（プンムンドン） | - 西山洞（ソサンドン） - 石造洞（ソクチョドン） - 石峴洞（ソキョンドン） - 水砧洞（スチムドン） - 新門洞（シンムンドン） - 野鶴洞（ヤハクトン） - 煙石洞（ヨンソクトン） - 煙州洞（ヨンジュドン） - 淵豊洞（ヨンプンドン） - 外龍洞（ウェリョンドン） - 恩情洞（ウンジョンドン） - 義真洞（ウィジンドン） - 将子洞（チャンジャドン） - 忠誠洞（チュンソンドン） - 香炉洞（ヒャンノドン） - 興洲洞（フンジュドン） - 斗興里（トゥフンニ） - 新興里（シヌンニ） |

## 歴史
高句麗・渤海国・女真の領域を経て、14世紀後半に高麗の統治下に入った。朝鮮王朝時代には北方防衛の要衝として機能した。
植民地期には平安北道に属し、その東北部を占める非常に広い郡であった。当時の郡域は、現在の満浦市・時中郡・長江郡・前川郡・龍林郡を含む。

### 年表
この節の出典
- 1949年12月 - 慈江道江界郡江界邑および公北面の一部が合併し、江界市が発足。
- 1952年12月 - 郡面里統廃合により、慈江道江界市、長江郡公北面の一部地域をもって、江界市を設置。江界市に以下の里が成立。(26里)
  - 東部里・南門里・古営里・東門里・府倉里・万寿里・館前里・南山里・旧井里・明倫里・新門里・書院里・仁風里・江西里・社稷里・内龍里・外龍里・西山里・古堂里・柳洞里・淵豊里・石峴里・香炉里・斗興里・公貴里・公仁里
- 1955年2月 (21洞5里)
  - 南門里が南門洞に昇格。
  - 古営里が古営洞に昇格。
  - 東門里が東門洞に昇格。
  - 府倉里が府倉洞に昇格。
  - 万寿里が万寿洞に昇格。
  - 館前里が館前洞に昇格。
  - 南山里が南山洞に昇格。
  - 旧井里が旧井洞に昇格。
  - 明倫里が明倫洞に昇格。
  - 新門里が新門洞に昇格。
  - 書院里が書院洞に昇格。
  - 仁風里が仁風洞に昇格。
  - 江西里が江西洞に昇格。
  - 社稷里が社稷洞に昇格。
  - 内龍里が内龍洞に昇格。
  - 外龍里が外龍洞に昇格。
  - 西山里が西山洞に昇格。
  - 古堂里が古堂洞に昇格。
  - 柳洞里が柳洞に昇格。
  - 淵豊里が淵豊洞に昇格。
  - 石峴里が石峴洞に昇格。
- 1957年6月 (20洞5里)
  - 社稷洞が江西洞に編入。
  - 旧井洞および書院洞・館前洞の各一部が合併し、北門洞が発足。
  - 書院洞の残部・館前洞の残部が仁風洞に編入。
  - 古堂洞の一部が分立し、石造洞が発足。
  - 東門洞・南門洞の各一部が合併し、南川洞が発足。
- 1961年3月 (25洞3里)
  - 時中郡興洲里を編入。
  - 東部里が分割され、野鶴洞・東部洞が発足。
  - 南川洞が南門洞に編入。
  - 明倫洞が南山洞に編入。
  - 石造洞の一部が分立し、煙州洞が発足。
  - 西山洞の一部が分立し、大応洞が発足。
  - 新門洞・淵豊洞の各一部が合併し、水砧洞が発足。
  - 香炉里および石峴洞の一部が合併し、香炉洞が発足。
  - 興洲里が興洲洞に昇格。
- 1967年10月 (29洞3里)
  - 石造洞・煙州洞の各一部が合併し、煙石洞が発足。
  - 古営洞の一部が長江郡長坪里の一部と合併し、古界洞が発足。
  - 石峴洞・公仁里の各一部が合併し、仁可里が発足。
  - 公貴里が公貴洞に昇格。
  - 東門洞・野鶴洞の各一部が合併し、南川洞が発足。
- 1976年2月 - 古界洞が将子洞に改称。(29洞3里)
- 1981年2月 (31洞3里)
  - 西山洞の一部が分立し、独山洞が発足。
  - 古営洞が分割され、古営一洞・古営二洞が発足。
  - 仁風洞が忠誠洞に改称。
- 1981年10月 (32洞2里)
  - 古堂洞が労働者洞に改称。
  - 公仁里が公仁洞に昇格。
- 1995年12月 (33洞3里)
  - 時中郡義真里・双新里を編入。
  - 仁可里が恩情洞に昇格。
- 1998年 - 双新里が新興里に改称。(33洞3里)
- 1999年 - 義真里が義真洞に昇格。(34洞2里)

#### 江界郡
- 1361年 - 鎮辺・鎮成・鎮安・鎮嶺の4郡が置かれた。
- 1401年 - 石州が置かれた。
- 1403年 - 江界府が置かれた。
- 1413年 - 江界都護府に昇格した。
- 1895年 - 江界府は江界・慈城・厚昌の3郡を管轄する（二十三府制）。
- 1896年 - 平安北道江界郡となる。
- 1914年4月1日 - 郡面併合により、平安北道江界郡に以下の面が成立。(18面)
  - 江界面・龍林面・立館面・化京面・前川面・城干面・干北面・公西面・公北面・従南面・従西面・曲河面・漁雷面・吏西面・外貴面・文玉面・時中面・高山面
- 1931年4月1日 (1邑16面)
  - 江界面および公西面の一部が合併し、江界邑が発足。
  - 公西面の残部が公北面に編入。
- 1937年 - 文玉面が満浦面に改称。(1邑16面)
- 1940年11月1日 - 満浦面が満浦邑に昇格。(2邑15面)
- 1944年5月10日 - 慈城郡三豊面の一部が満浦邑に編入。(2邑15面)
- 1946年 (17面)
  - 満浦邑が満浦面に降格。
  - 江界邑が江界面に降格。
- 1949年1月 - 平安北道の分割により、慈江道江界郡となる。(7面)
  - 満浦面・時中面・吏西面・外貴面・高山面が新設の慈江道満浦郡に編入。
  - 前川面・化京面・立館面・龍林面・城干面・干北面が新設の慈江道前川郡に編入。
  - 咸鏡南道長津郡東門面を編入。
- 1949年12月 - 江界郡廃止。
  - 江界面および公北面の一部が合併し、江界市となる。
  - 従南面・従西面・曲河面・漁雷面・東門面および公北面の残部が新設の長江郡に編入。

## 産業
- 亜鉛、石炭などの鉱山が存在する。

軍需産業が盛んである。
- 江界トラクター総合工場、江界高麗薬加工工場などの工場がある[3]。2019年には、金正恩朝鮮労働党委員長が江界精密機械総合工場、江界トラクター総合工場を視察する様子が報道された[4]。

## 交通
- 満浦線
  - 公仁駅 - 江界駅 - 曲河駅
- 江界線
  - 江界駅 - 新江界駅 - 南門駅 - 東部駅

## 施設
- 江界スキー場
- 351号工場
- 江界強制収容所
- 北朝鮮によるミサイル発射実験

## 出身者
- 西川長夫（1934年、江界邑生まれ）